# جورجیا موتا
جورجیا موتا (انگلیسی: Giorgia Motta؛ زادهٔ ۱۸ مارس ۱۹۸۴) بازیکن فوتبال اهل ایتالیا است.
وی همچنین در تیم ملی فوتبال زنان ایتالیا بازی کرده‌است.